# 大青山乡
大青山乡，是中华人民共和国内蒙古自治区呼和浩特市武川县下辖的一个乡镇级行政单位。

## 行政区划
大青山乡下辖以下地区：
井尔沟村、乌兰不浪村、干只汗村、大兴有村、五道沟村和坝顶村。